# Sint-Jacobus de Meerderekerk (Den Dungen)
De Sint-Jacobus de Meerderekerk is de rooms-katholieke kerk van Den Dungen.

## Geschiedenis
Reeds in 1380 was er in Den Dungen een kapel. In 1452 werd deze kapel verbouwd tot wat tegenwoordig het priesterkoor van de kerk is. Deze nieuwe kapel was aan Sint-Jacobus de Meerdere gewijd. Ze werd spoedig te klein en in 1533 werd een schip aan het koor gebouwd, waartoe de voorgevel van de kapel gedeeltelijk moest worden afgebroken. Oorspronkelijk zou het een kruiskerk worden, maar deze is nooit gerealiseerd.
In 1569 werd Den Dungen een zelfstandige parochie, mede onder invloed van het Concilie van Trente, dat kleinere parochies voorstond. Voor die tijd was ze onderhorig aan het kapittel van de Sint-Janskathedraal te 's-Hertogenbosch.
In 1629, bij de val van 's-Hertogenbosch, werd de katholieke eredienst verboden en van 1630-1798 was het een protestantse kerk. In 1752 werd de toren afgebroken.
De katholieken konden nog terecht bij de Norbertijnen van de Abdij van Berne, die in Berlicum actief waren. Van 1650-1711 moesten zij in het geheim bijeenkomen en werden de diensten verzorgd door de Paters Minderbroeders uit Megen. In 1717 werd een schuurkerk gebouwd in de tegenwoordige Paterstraat 38-40. Deze werd op een gegeven ogenblik te klein en in 1791 begon men aan de bouw van een nieuwe schuurkerk. Deze is tot 1821 in gebruik geweest en in 1823 afgebroken.
In 1807 werd de oude kerk aan de katholieken teruggegeven, maar pas vanaf 1821 was ze weer in gebruik. Nu moest het interieur nog worden verrijkt en aangepast aan de katholieke liturgie. In 1855 werd de congregatiekapel gebouwd en in 1899 werd een nieuwe neogotische toren gebouwd, ontworpen door Caspar Franssen, waartoe de voorgevel van de kerk moest worden gesloopt. Aan de noordkant van de kerk werd toen een doopkapel gebouwd die in 1965 tot Mariakapel werd omgebouwd.
In 1917 werd de parochie uitgebreid met Maaskantje. De kerk was nu te klein geworden en men wilde hem slopen. Hiertegen verrees protest en men besloot de kerk uit te breiden met twee zijkapellen, die in 1927 werden gebouwd.
In 1965 kwam er een nieuw altaar en in 1984 een nieuw oksaal. Hierop werd het Smits-orgel geplaatst, dat afkomstig is uit de kapel van het voormalig grootseminarie te Haaren.

## Het gebouw
Van de laatgotische middeleeuwse kerk zijn nog een aantal delen over, namelijk het koor, het middenschip en de zijbeuken. Boven de ingang van de kerk vindt men een beeld van Jacobus de Meerdere, met pelgrimsstaf en -fles.
Het koor heeft mooie stergewelven terwijl de zijbeuken kruisribgewelven hebben.
De kerk heeft een beeld van de Heilige Barbara uit het begin van de 16e eeuw; een eikenhouten Preekstoel met een beeld van Sint-Jan, uit ongeveer 1800, biechtstoelen en diverse houten beelden en schilderijen uit het begin van de 20e eeuw. Voorts bezit de kerk een aantal glas-in-loodramen. De hoogte van de toren is 67 meter.

## Pastoors
Hier een lijst van de pastoors van de Dungense parochie sinds 1821.
- 1821-1826: Van Bear
- 1826-1856: Van Iersel
- 1856-1892: Van Beurden
- 1892-1914: Hellenberg Hubar
- 1914-1917: Van den Heuvel
- 1917-1924: Klijn
- 1924-1941: Goulmy
- 1941-1956: Van den Eerenbeemd
- 1956-1978: Cox
- 1978-2016: Van Beurden
- 2016-heden: pastoraal team